# Allano
Allano Brendon de Souza Lima (24 de abril de 1995) es un futbolista brasileño que juega como delantero en el Persija Jakarta de la Liga 1 de Indonesia.

## Trayectoria

### Clubes
| Club                         | País      | Año       |
| ---------------------------- | --------- | --------- |
| Botafogo                     | Brasil    | 2014      |
| Cruzeiro E. C.               | Brasil    | 2015-2017 |
| E. C. Bahia (cedido)         | Brasil    | 2016      |
| G. D. Estoril Praia (cedido) | Portugal  | 2017      |
| G. D. Estoril Praia          | Portugal  | 2017-2021 |
| Bursaspor (cedido)           | Turquía   | 2018-2019 |
| Ventforet Kofu (cedido)      | Japón     | 2019      |
| CSA (cedido)                 | Brasil    | 2020-2021 |
| C. D. Santa Clara            | Portugal  | 2021-2023 |
| Goiás E. C.                  | Brasil    | 2023-2024 |
| Criciúma E. C. (cedido)      | Brasil    | 2024      |
| Operário Ferroviário         | Brasil    | 2025      |
| Persija Jakarta              | Indonesia | 2025-     |

## Palmarés

### Campeonatos regionales
| Título                | Club                 | Estado | Año  |
| --------------------- | -------------------- | ------ | ---- |
| Campeonato Paranaense | Operário Ferroviário | Paraná | 2025 |